# Birthe Maymann
Birthe Maymann gift Madsen (21. oktober 1929) var en dansk atlet og medlem af AIK 95.
Birthe Maymann tilhørte hun den absolutte danske elite og nåede at deltage på landsholdet i 80 meter hæk samt at blive udtaget til Europamesterskaberne i længdespring, men hun blev så alvorligt skadet at hun måtte have benet i gips og kom således ikke med. Hun vandt det danske mesterskab i trekamp 1950. Efter den aktive karrieren blev Birthe Maymann, der nu hed Birthe Madsen, leder af kvindelandsholdet i atletik.

## Danske mesterskaber
- Sølv 1950  80 meter hæk 13,1
- Guld 1950 Trekamp